# بن‌بست مکزیکی

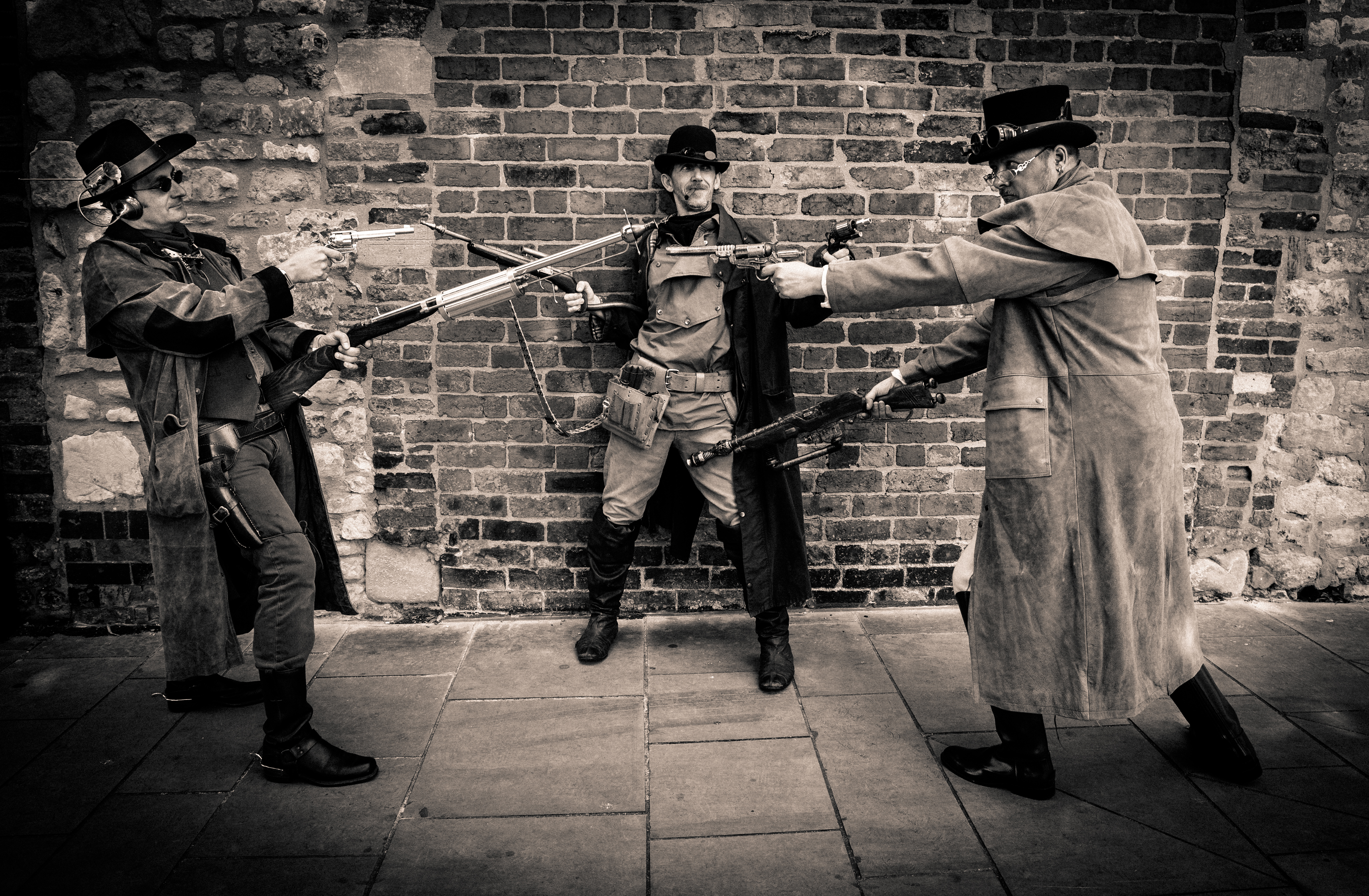
نمایی از سه مرد که بن‌بست مکزیکی را به تصویر ‌می‌کشند.

بن‌بست مکزیکی یک حالتی از مواجهه بین دو یا چند گروه درگیر است که در آن هیچ یک از اعضا بدون خطر قادر به پیشرفت یا پسرفت نیستند. در نتیجه همه شرکت‌کنندگان باید در یک تنش استراتژیک دائمی باشند که خود این تنش تا پدید آمدن یک رخداد بیرونی که آن را قابل حل کند، ادامه خواهد یافت.